# Cécile Brunschvicg
Cécile Kahn, conocida como Cécile Brunschvicg, (Enghien-les-Bains ( Seine-et-Oise  19 de julio de 1877 -  Neuilly-sur-Seine, 5 de octubre de 1946 fue una política y feminista reformista francesa .

## Biografía
Cécile Kahn creció en una familia burguesa republicana judía. Su padre, Arthur Kahn, es un industrial alsaciano, caballero de la Legión de Honor. Aunque su entorno familiar no se inclina a permitir que las mujeres estudien ella logra obtener a los 17 años un título superior, que prepara en secreto.
Es decisivo el encuentro con el filósofo Léon Brunschvicg defensor de los derechos de las mujeres, miembro de la Liga de los Derechos Humanos y vicepresidente de la Liga de Votantes por el Sufragio Femenino. Se casaron el 23 de mayo de 1899 en la sinagoga de la calle de la Victoria en París aunque no frecuentaron la sinagoga posteriormente y sus cuatro hijos no recibieron formación religiosa Adrienne (1903), Roger (1909), Jean-Claude (1914) et François (1919). Desde su creación en 1889 Léon Brunschvicg se adhiere a la Liga de los Derechos Humanos y Cécil se incorpora a ella en 1889. 

### Compromisos políticos y sociales
Su compromiso social y feminista comenzó en 1908, con su participación en la sección Laboral del Consejo Nacional de Mujeres Francesas (CNFF), luego continuó en 1909 con su membresía en la Unión Francesa por el Sufragio Femenino . Ese mismo año creó las Réchauds de midi, que permitían a las trabajadoras comer una comida caliente al mediodía. En 1920, se incorporó al " Club Soroptimista Luego, en la década de 1930, a la Liga para la Recuperación de la Moral Pública .
En 1910, se convirtió en secretaria general de la UFSF y asumió la presidencia de la organización en 1924. Su proyecto era desarrollar la asociación en las provincias mediante la creación de comités locales ( Marie-Josèphe Réchard fue presidenta del comité local de Niort o Laure Beddoukh presidenta del comité local de Marsella). En mayo de 1914, fue subsecretaria general del movimiento con Pauline Rebour y juntas desarrollaron los grupos provinciales. En 1914, creó la Oeuvre Parisienne para el alojamiento de refugiados. En sus posiciones sobre el feminismo es " reformista " que " revolucionaria ". Defiende en particular la escuela mixta .
Participó en el realojo de refugiados de la Primera Guerra Mundial y se convirtió en presidenta de la " sección Laboral" del Consejo Nacional de Mujeres Francesas. Ayudó a crear centros sociales y en 1917 en la Escuela de Superintendentes de fábrica (precursores de los actuales trabajadores sociales ). Fue directora del semanario La Française desde 1926, sucediendo a su fundadora Jane Misme donde publicó  numerosos artículos, sobre todo en el contexto de su diálogo con activistas antifeministas como Marthe Borély .

### Trayectoria política
Cécile Brunschvicg se unió Partido Republicano Radical y Radical Socialista (PRS) en 1924, que acababa de abrirse a las mujeres.
Fue nombrada Subsecretaria de Estado de Educación Nacional en el primer gobierno de Léon Blum, en 1936. Su ministro supervisor fue Jean Zay . Junto a Suzanne Lacore e Irène Joliot-Curie son las primersa mujeres miembro de un gobierno francés, en un momento en el que las francesas no tienen todavía el derecho al voto que lograrán ocho años después, en 1944.
Participa en la creación de comedores escolares, en el desarrollo de la vigilancia de la delincuencia y los riesgos para la salud, así como en la promoción de la educación de las niñas. En 1937, publicó el informe ministerial : La cuestión de la alimentación en el Ministerio de Educación Nacional : comedores escolares . Las mujeres ahora pueden ser candidatas al puesto de “redactora territorial”. El gobierno de Blum cayó debido a la oposición del Senado, y su sucesor, Camille Chautemps, no le renovó el puesto. 

### Segunda Guerra Mundial y muertes
Durante la Segunda Guerra Mundial, debido a su origen judío y su participación en el gobierno del Frente Popular, se vio obligada a esconderse en el sur de Francia . Cambia su nombre y no puede estar junto a su marido, que murió en Aix-les-Bains, en enero de 1944 . Es profesora en un internado para niñas en Valence . Después de la guerra, reconstituye la UFSF. Es "Presidenta de Honor del Consejo Nacional de Mujeres Radicales Socialistas".
Cécile Brunschvicg murió el 5 de octubre de 1946 en Neuilly-sur-Seine . Sus archivos fueron depositados en el Centre des archives du feminisme de la Universidad de Angers en 2000.

## Homenajes

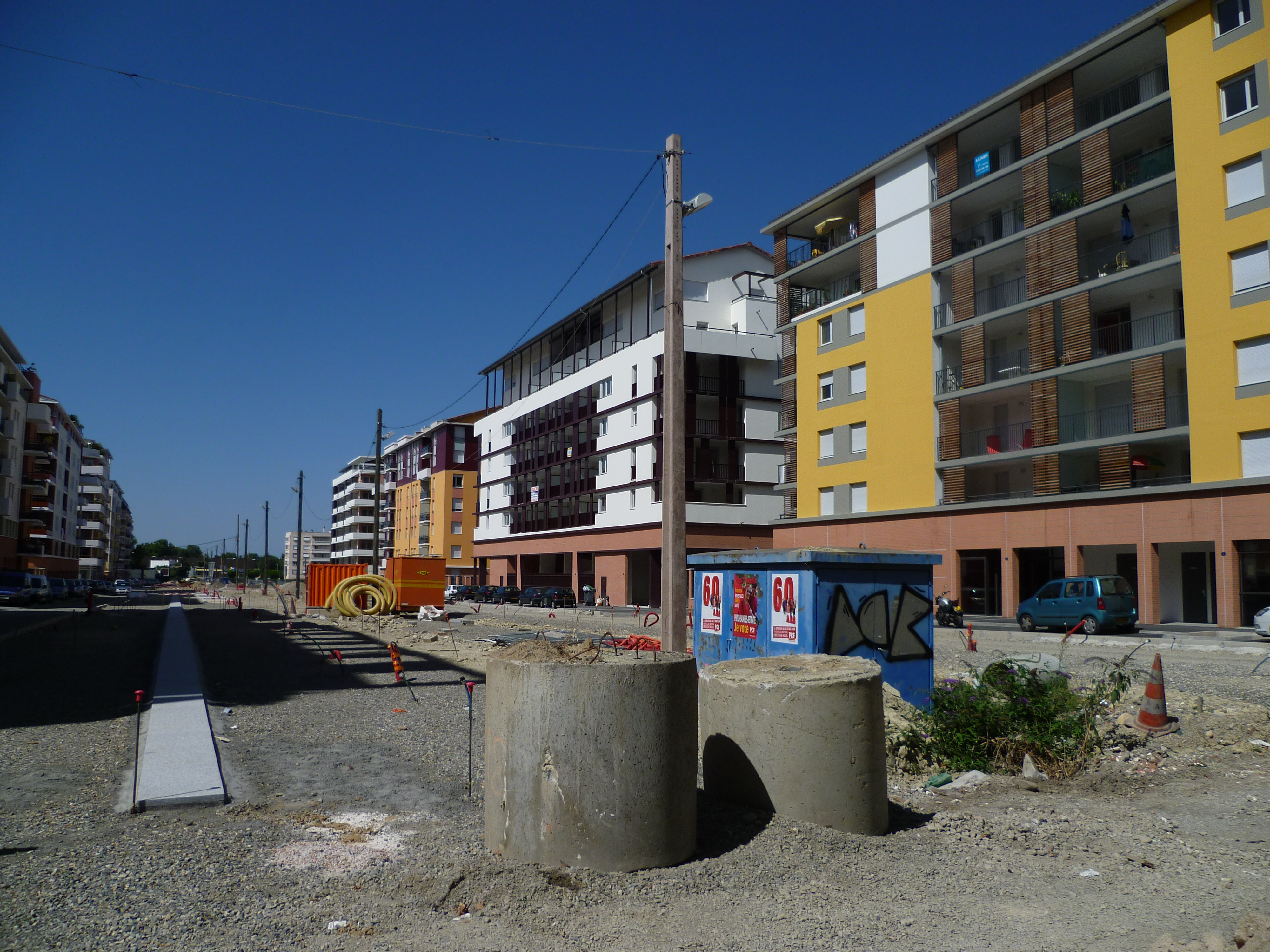
La nueva “rue Cécile Brunschvicg” en construcción, en Toulouse.

- Place Cécile-Brunschvicg en París en el 18 distrito (2008).
- Coloque Cécile Brunschvicg, en Pantin dentro del programa ZAC du Port cerca del Canal de l'Ourcq, frente a los Almacenes Generales.
- Rue Cécile Brunschvicg, en Cuincy, Rennes y Toulouse (2010).

## Condecoraciones
- Oficial de la Legión de Honor

## Apéndices